# Thibaud Gaudin
Thibaud Gaudin, també conegut com a Tibaldo Gaudin o Tibaldo de Gaudin, (s. XIII? - 16 d'abril del 1292), va ser el vigèsim segon gran mestre de l'Orde del Temple.

## Inicis
Els inicis de Thibaud Gaudin en l'orde estan coberts pel misteri. No obstant això, se sap que era descendent d'una família noble de l'àrea de Chartres o Blois i és segur que va ser iniciat en l'Orde del Temple abans del 1260. Aquesta dada es coneix perquè, segons les cròniques, Gaudin va ser capturat durant una incursió militar a Tiberíades. També es té coneixement que, per la seva gran pietat, fou conegut en el seu temps pel sobrenom de Monjo Gaudin. El 1279 Gaudin va ser ascendit al càrrec de preceptor de la Terra de Jerusalem, el quart lloc més important en la jerarquia del seu orde militar.

## El desastre del Temple
Quan, durant la caiguda d'Acre, Guillaume de Beaujeu va ser ferit mortalment, Pierre de Sevry, mariscal de l'orde, va prendre el comandament de les tropes i va encapçalar la defensa. La nit del 24 de maig, perdudes totes les esperances, Pere de Sevrey, va ordenar a Thibaud Gaudin, en aquell temps tresorer de l'orde (encara que altres fonts indiquen que en aquella època era gran comanador), portar el tresor dels templers a Sidó. Abans de salpar, Thibaud embarcà amb ell alguns ciutadans distingits i també un gran nombre de no combatents.
El 29 de maig, quan Acre va quedar sota domini d'Al-Àixraf Khalil , l'exèrcit mameluc va assetjar la inexpugnable ciutat de Tir, molts anys abans Saladí havia intentat assetjar-la en dues ocasions i havia fracassant en ambdues. No obstant això, Adam de Cafran, governador designat per Amalaric, germà del rei Enric II de Xipre, es va sentir intimidat davant l'exèrcit mameluc i va fugir a Xipre, deixant la ciutat a mercè de l'enemic.
En Sidó els templers no estaven disposats a abandonar la ciutat sense lluitar, Thibaud Gaudin custodiava el tresor dins els murs de la ciutat i els cavallers supervivents l'havien nomenat successor de Guillaume de Beaujeu. Durant un mes, cap enemic va aparèixer davant les portes de la ciutat, però a finals de juny, una densa polseguera es va començar a aixecar des del sud-est. Segons les batudes de reconeixement, tal polseguera era efecte de la marxa d'un enorme exèrcit comandat per l'emir Al-Shujai. Els cavallers de Sidó eren molt pocs com per defensar la plaça, de manera que es van retirar al Castell del Mar. Es van endur alguns dels ciutadans més notables de la ciutat per protegir-los i suficients queviures com per aguantar un prolongat setge.

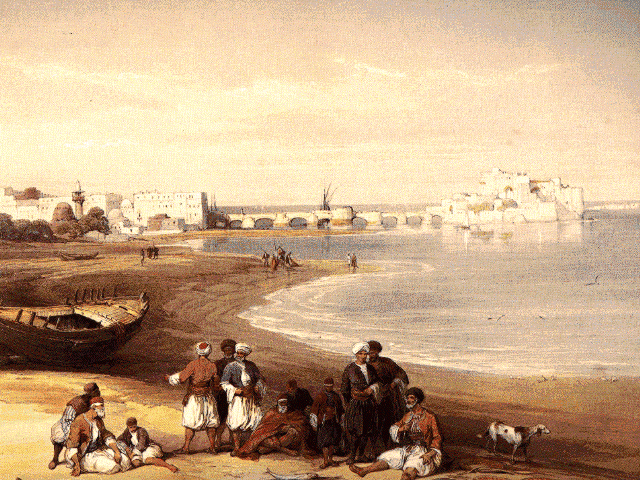
El Castell del Mar a Sidó.

El Castell del Mar era una fortalesa que es trobava en un illot connectat amb la costa per un passadís fortificat d'uns 80 metres. Tant el castell com la passarel·la fortificada havien estat reforçats recentment.
Una vegada que va estar organitzada la defensa i deixat els templers al comandament d'algun cavaller distingit, Thibaud va partir cap a Xipre amb la intenció de reclutar tropes que poguessin donar suport a la guarnició de Sidó (o almenys això va ser el que va argumentar en salpar de Palestina). Però una vegada a Xipre el gran mestre no va fer res, bé per covardia o per desesperació.
Els templers que es van quedar defensant el castell es van batre amb valentia quan van arribar els atacants, però les seves esperances van sucumbir quan els enginyers de l'exèrcit mameluc van començar a estendre una passarel·la per creuar el mar cap al castell. Tement la carnisseria que patirien, van embarcar i van salpar cap a Tortosa. El 14 de juliol al-Shujai va entrar al castell i, seguint les ordres d'Al-Àixraf Khalil, va ordenar la seva destrucció.
Posteriors a Sidó van ser les preses de Beirut (21 de juliol, 1291), Haifa (30 de juliol) i la matança de monjos en el Mont Carmel.
Encara quedaven els dos castells templers de Tortosa i Athlit, però cap estava prou guarnit com per a resistir un setge, raó per la qual Thibaud Gaudin va decidir evacuar. Abandonà Tortosa el 3 d'agost i Athlit el 14 d'agost. Tot el que ara quedava als templers era l'illa-fortalesa de Rwad o Arwad, a dos quilòmetres i mig de la costa, davant de Tortosa.
Aquesta petita illa encara va romandre dotze anys baix poder creuat.

## Darrers dies i mort
Per substituir Pere de Sevrey, Thibaud va nomenar Jacques de Molay com a nou mariscal de l'orde. La resta dels seus dies els va passar a Xipre, amb una salut cada vegada més deteriorada a causa de la imminent caiguda del Temple, de la qual Gaudin se sentia (i era en part) culpable. Durant la resta del seu mandat els templers no van tornar a posar un peu en Terra Santa. Thibaud Gaudin va exhalar el seu últim alè el 16 d'abril del 1292.
A finals del 1292 el va succeir Jacques de Molay, que fou l'últim gran mestre del Temple.